# 多元左翼 (巴斯克)
多元左翼（巴斯克语：Ezker Anitza；西班牙语：La Izquierda Plural）是西班牙左翼政党联盟联合左翼在巴斯克自治区的分支。它的前身是联合左翼－绿党。它成立于2012年1月28日，主要成员是巴斯克共产党。它的政治立场是左翼。它的总协调员是Isabel Salud。

## 外部連結
- 官方网站  （巴斯克文）